# Balkot (Arghakhanchi)
Balkot (nepalski: बल्कोट) – gaun wikas samiti w zachodniej części Nepalu w strefie Lumbini w dystrykcie Arghakhanchi. Według nepalskiego spisu powszechnego z 2011 roku liczył on 1026 gospodarstw domowych i 4223 mieszkańców (2508 kobiet i 1715 mężczyzn).